# Kaņieris
Le Kaņieris (en letton : Kaņiera ezers) est un lac de la province du Zemgale en Lettonie. Il est situé sur le territoire administratif de Lapmežciema pagasts dans Engures novads. Sa superficie s'étend sur 11,28 km2.

## Milieu naturel
Le site du lac représente une zone humide, avec les rives basses, couvertes en grande partie par la végétation hélophyte. Le fond est constitué de particules sédimentaires fines de limons et d'argiles couvrant le lit de dolomite. On y dénombre soixante-trois espèces de poissons. 

## Hydrologie
C'est un lac naturel qui par le bras de Slocene est relié à la Lielupe. Le canal artificiel Starpiņupīte est créé au début du XXe siècle pour permettre l'écoulement de ses eaux vers le golfe de Riga. À cette époque le niveau de Kaņieris se situe à 2-2,3 m au-dessus du niveau de la mer, il baisse alors progressivement jusqu'à attendre 1,3 m en 1945-1965, la zone aux alentours se transforme alors en marécage. En 1965, on construit une écluse sur la Starpiņupīte.